# Android Pie
Android Pie ou Android 9 é uma versão do sistema operacional móvel Android desenvolvida pela empresa Google, anunciado em 7 de março de 2018, a primeira prévia para desenvolvedores/testadores.
A segunda prévia, suporte de qualidade beta, foi lançada em 8 de maio de 2018, durante a cerimônia do Google I/O. O sistema foi lançado ao público no dia 6 de Agosto de 2018.
O Android Pie trouxe diversas mudanças para o sistema como suporte para o Notch, o famoso "recorte na tela" do iPhone X (tendência que também trouxe mudanças ao iOS, o sistema operacional móvel da Apple). Além disso, trouxe um sistema de navegação por gestos, substituindo o sistema básico de navegação do Android, que se baseava em três "botões" principais.

## Atualização
O Google liberou a prévia beta do Android P ao seguintes dispositivos:
- Motorola One
- Google Pixel
- Google Pixel XL
- Google Pixel 2
- Google Pixel 2 XL
- Essential Phone[8]
- Pocophone F1
- Nokia 7 plus
- Oppo R15 Pro
- Sony Xperia XZ2
- Vivo X21UD
- Vivo X21
- Xiaomi Mi A2 Lite
- Xiaomi Mi Mix 2S#274

## Mudanças

### v9.0 (API 28)
| Versão | Data de lançamento  | Características |
| ------ | ------------------- | --- |
| 9      | 6 de agosto de 2018 | - Nova interface de usuário para o menu de configurações rápidas. - O relógio foi movido para a esquerda da barra de notificação. - O "dock" agora tem um fundo semitransparente. - A Economia de bateria não mostra mais uma sobreposição laranja nas barras de notificação e status. - Um botão de "captura de tela" foi adicionado às opções de energia. - Um novo modo "Lockdown" que desativa a autenticação biométrica, uma vez ativado. - Cantos arredondados na IU. - Novas transições para alternar entre aplicativos ou atividades dentro de aplicativos. - Notificações de mensagens mais ricas, em que uma conversa completa pode ser vista em uma notificação, imagens em grande escala e respostas inteligentes semelhantes ao novo aplicativo do Google, Reply. - Suporte para recortes de tela. - Controle deslizante de volume redesenhado. - A porcentagem da bateria agora é mostrada no display sempre ligado. - As alterações de segurança da tela de bloqueio incluem o possível retorno de um desbloqueio NFC aprimorado. - Recursos experimentais (que atualmente estão ocultos em um menu chamado Sinalizadores de recursos), como uma página Sobre o telefone redesenhada nas configurações e habilitação automática do Bluetooth enquanto dirige. - DNS sobre TLS. - Uma nova interface de sistema opcional baseada em gestos, permitindo que os usuários naveguem no sistema operacional usando deslizes com mais frequência do que a IU tradicional. - Alternador de aplicativos multitarefa redesenhado com a barra de pesquisa do Google e gaveta de aplicativos integrados. - Painel de controle do Android, que informa ao usuário quanto tempo ele está gastando em seu dispositivo e em aplicativos, e permite ao usuário definir limites de tempo em aplicativos. - "Shush", uma versão aprimorada do modo Não perturbe ativado colocando o telefone voltado para baixo, o que silencia as notificações padrão. - Predição "Adaptive Battery", que faz uso do Doze para hibernar os aplicativos do usuário que o sistema operacional determina que o usuário não usará. - O recurso Auto-Brightness modifica o brilho da tela com base nos hábitos do usuário. - A opção Wind Down permite que os usuários do Android definam uma hora de dormir específica que ativa o Não perturbe e torna toda a interface do telefone cinza para desencorajar o uso futuro. - Suporte ao Vulkan 1.1. - Opções de gravação de chamadas totalmente desativadas. |